# Gråfiskare
Gråfiskare (Ceryle rudis) är en kungsfiskare som återfinns över ett stort utbredningsområde i Afrika och Asien. Dess svartvita fjäderdräkt, tofs och vana att ryttla över stilla sjöar och floder innan den dyker efter småfisk gör den lätt att känna igen. Hanen har ett dubbelt svart bröstband medan honan har ett, ofta ofullständigt, band. De förekommer ofta i par eller familjegrupper. När de sitter vickar de ofta på huvudet och stjärten.

## Utbredning och systematik

### Systematik
Gråfiskaren tillhör familjen vattenkungsfiskare (Cerylidae) och placeras där i det egna släktet Ceryle. Länge trodde man att gråfiskaren härstammade från en förfader av de amerikanska släktet Chloroceryle som korsat Atlanten för ungefär en miljon år sedan. En senare studie indikerar istället att gråfiskaren och släktet Chloroceryle härstammar från en gemensam art från Gamla världen.

### Utbredning
Gråfiskaren är vanlig över stora delar av Afrika söder om Sahara och i södra Asien från Turkiet, över stora delar av Indien, till Indokina och Kina. Den är en stannfågel och endast vissa populationer gör kortare säsongsbundna förflyttningar. I Indien förekommer den främst i låglandsområden och ersätts på högre höjder i Himalaya av tofskungsfiskare (Megaceryle lugubris).
Fågeln är en sällsynt gäst i Europa med fynd i Grekland, Italien, Montenegro, Polen och Ukraina.

### Underarter
Arten delas upp i fyra underarter:
- Ceryle rudis rudis – nominatformen förekommer i Afrika söder om Sahara och från Egypten till Iran och Turkiet
- Ceryle rudis leucomelanurus – förekommer från Kashmir och nordöstra Afghanistan till Indien och Sydostasien, så långt sydost som Laos.
- Ceryle rudis travancoreensis – förekommer i allra sydvästligaste Indien, från Kap Comorin till norra Kerala.
- Ceryle rudis insignis – förekommer i östra Kina, i södra Yangtzeflodens dalgång och i Hainan.

Tidigare särskildes även taxonet syriaca som underart och vissa gör det fortfarande. Den bedöms dock ofta idag som en större nordligare variant av nominatformen.

## Utseende och läte
Gråfiskaren är som adult ungefär 17 cm lång, har en svartvit fjäderdräkt, med svart ögonmask och vitt ögonbrysstreck. Hanen har dubbla svarta bröstband medan honan har ett, ofta ofullständigt, band. Den har en mindre tofs på huvudet. Underarten travancoreensis är mörkare än nominatformen med mindre mängd vitt och insignis har större näbb. Gråfiskaren lockar ofta med skarpa chirruk chirruk-läten. Den är en ljudlig fågel och är lätt att upptäcka.

## Ekologi

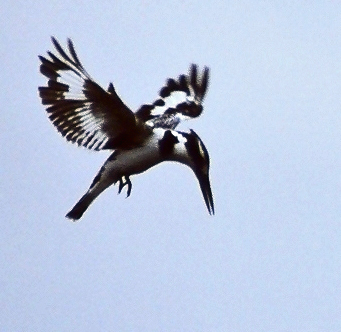
Ryttlande gråfiskare.

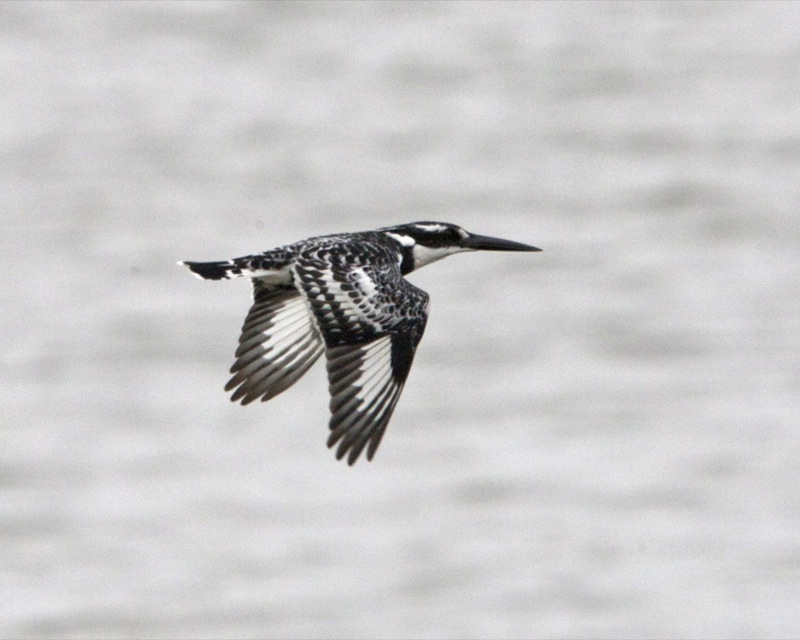
Planflykt.

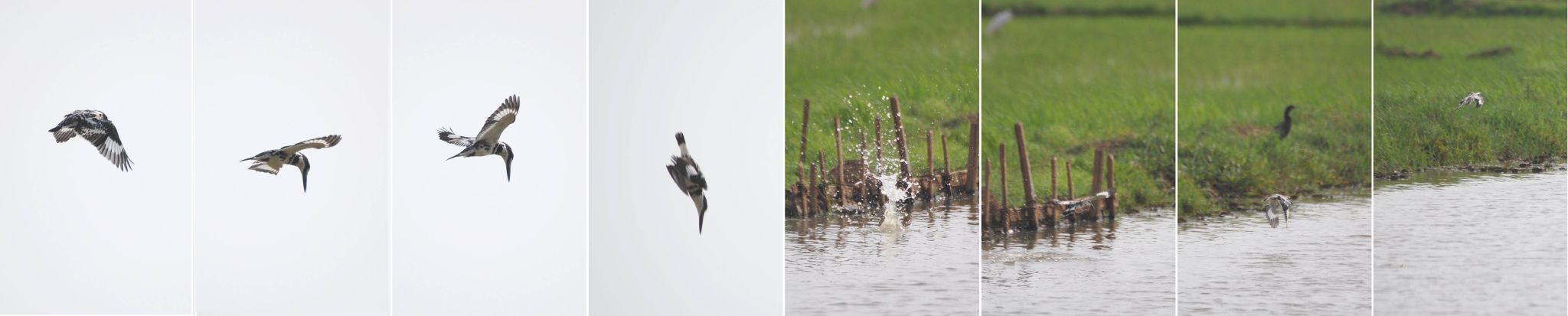
Fiskande gråfiskare.

### Föda och födosök
Gråfiskaren lever främst av fisk men den tar även kräftdjur och större vattenlevande insekter som exempelvis larver av  as trollslända. Den födosöker oftast genom att ryttla över vatten för att upptäcka ett byte och dyker sedan vertikalt med näbben först för att fånga fisken. När den inte födosöker har den en rak snabb flykt och har obsereverats flyga i drygt 50 km/h. I Victoriasjön i Östafrika har den introducerade nilabborren minskat tillgången på ciklider av släktgruppen Haplochromini som tidigare var artens främst föda i området.
De kan svälja byten utan att återvända till en sittplats, och sväljer ofta mindre byten i flykten, varför de kan jaga över stora vatten och flodmynningar som saknar sittpinnar vilket är en förutsättning för andra arter av kungsfiskare. Till skillnad från många andra kungsfiskare är den ganska social och kan bilda grupp när den söker skydd för natten. När den sitter nickar den ofta på huvudet upp och ned och reser ibland stjärten och slår med den nedåt.

### Häckning

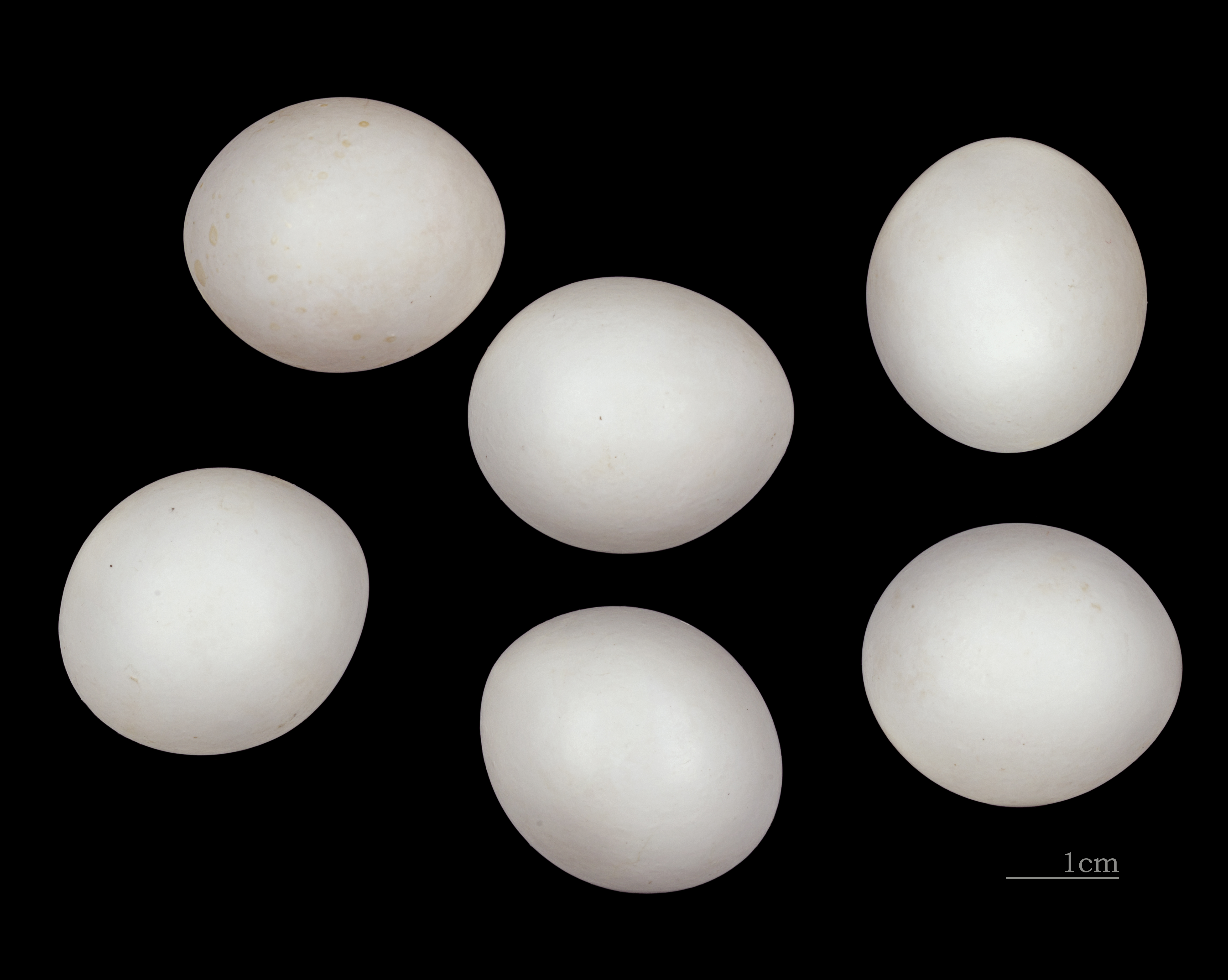
Ceryle rudis

Häckningssäsongen pågår från februari till april. Redet placeras i en utgrävd tunnel i vertikala lerbanker cirka 1,5 meter över vattenytan. Botunneln är 1-1,5 meter lång och avslutas i en kammare. Flera fåglar kan häcka i närheten av varandra. Den lägger vanligtvis 3-6 vita ägg. Gråfiskaren kan ibland föda upp sina ungar kooperativt där unga icke-häckande fåglar från tidigare kullar assisterar sina föräldrar eller andra individer. I Indien har studier visat att bon ofta är hemvist för larver, förmodligen Protocalliphora sp. och i vissa området även för iglar. Boöppningen kan ibland fungera som sittplats mellan födosöken.

## Gråfiskare och människan

### Status och hot
Gråfiskaren uppskattas vara världens tredje vanligaste kungsfiskare och den globala populationen kategoriseras som livskraftig (LC) av IUCN.

### Inom forskning
1947 noterade H B Cott att getingar drogs till vissa flådda fåglar men undvek köttet av gråfiskare. Detta ledde till en jämförande studie om olika arters ätlighet och indikerade att fåglar med iögonfallande fjäderdräkt skulle vara mindre välsmakande. Denna slutsats visade sig dock vara felaktig vid senare analys av studiens olika data.